# Stadium (Unternehmen)
Stadium ist eine schwedische Sportfachhandelskette mit Sitz in Norrköping.

## Geschichte
1974 übernahm Ulf Eklöf, Sohn eines Lebensmittelhändlers und seinerzeit Student an der Handelshochschule Göteborg, ein Sportgeschäft in seinem Heimatort Norrköping. 1976 stieß sein Bruder Bo als Partner hinzu, ehe die beiden in weitere schwedische Städte expandierten. Am 25. März 1987 eröffneten sie in Stockholm die erste Filiale unter dem Namen Stadium. In der Folge entwickelten sie die Marke weiter, unter anderem wurde 1995 das als gemeinnütziges Tochterunternehmen geführte Stadium Sports Camp für Kinder und Jugendliche initiiert.
2000 startete Stadium mit der Eröffnung einer Filiale in Kopenhagen die Expansion ins Ausland, bereits im folgenden Jahr wurde in Helsinki eine Filiale eröffnet. 2007 nahm der Onlineshop seinen Betrieb auf. Später erfolgte die Expansion nach Norwegen. 2022 startete Stadium Rental, ein Tochterunternehmen zum Verleih von Sportgeräten. Mit Stadium Ski und Szadium Plus gibt es Spezialgeschäfte, zudem spezifische Outletfilialen.
Ab April 2005 besaß die schwedisch-Luxemburger Investmentgesellschaft Ikano 26,8 % der Anteile an Stadium, diese wurden mit Wirken zum 1. April 2019 an die beiden Unternehmensgründer und deren Familien zurück veräußert.
Im Oktober 2024 vereinbarte Stadium mit dem Svenska Fotbollförbundet eine ab Jahresbeginn 2025 laufende dreijährige Partnerschaft, die unter anderem die Fußballschule des Verbandes und die Ausstattung der Schiedsrichter mit der Eigenmarke des Unternehmens beinhaltete.